# フランソワ・オゾン
フランソワ・オゾン（François Ozon, 1967年11月15日 - ）は、フランス・パリ出身の映画監督・脚本家である。

## 来歴
パリ第1大学映画コース修了。国立の映画学校Fémisで学ぶ。
『アクション、ヴェリテ』、『小さな死』、『サマードレス』などの数々の短編を発表し、高評価を得て「短編王」の異名をとる。
2000年にはライナー・ヴェルナー・ファスビンダーの戯曲のコメディ映画化『焼け石に水』で、LGBT映画に与えられるベルリン国際映画祭テディ賞を受賞した。
2002年のミュージカル『8人の女たち』では、カトリーヌ・ドヌーヴをはじめとする出演した8人の女優達に対して2002年のベルリン国際映画祭 銀熊賞が贈られた。
2007年にはロモーラ・ガライ主演、シャーロット・ランプリング出演、初の英語作品『エンジェル』で高い評価を得た。
2020年の『Summer of 85』はエイダン・チェンバーズの小説『おれの墓で踊れ』を基にした映画で、作品、監督、脚色、主演男優(2人)、助演女優等12部門でセザール賞にノミネートされた。
2025年、アルベール・カミュの小説「異邦人」の映画化のため4月から5月、モロッコで撮影があったと報じられた。公開は未定。主役は5年前に『summer of 85』でも起用したバンジャマン・ヴォワザンが予想されている。

## 人物
ゲイであることを公表しており、作品の多くで同性愛を扱っている。

## 監督作品
- 『サマードレス（英語版）』 Une robe d'ete (1996)
- 『海をみる（英語版）』 Regarde la mer (1997)
- 『X2000（英語版）』 X2000 (1998)
- 『ホームドラマ』 Sitcom (1998)
- 『クリミナル・ラヴァーズ（英語版）』 Les Amants criminels (1999)
- 『焼け石に水』 Gouttes d'eau sur pierres brulantes  (2000)
- 『まぼろし』 Sous le sable (2000)
- 『8人の女たち』 8 femmes (2002)
- 『スイミング・プール』 Swimming Pool (2003)
- 『ふたりの5つの分かれ路』 5x2 (2004)
- 『ぼくを葬る』 Le Temps qui reste (2005)
- 『エンジェル』 Angel (2007)
- 『Ricky リッキー』 Ricky (2009)
- 『ムースの隠遁』 Le Refuge (2010)
- 『しあわせの雨傘（英語版）』 Potiche (2010)
- 『危険なプロット』 Dans la maison (2012)
- 『17歳』 Jeune et Jolie (2013)
- 『彼は秘密の女ともだち』 Une nouvelle amie（2014）
- 『婚約者の友人（英語版）』 Frantz（2016）
- 『2重螺旋の恋人』 L'Amant double（2017）
- 『グレース・オブ・ゴッド 告発の時』 Grâce à Dieu（2018）
- 『Summer of 85』 Été 85(2020)
- 『すべてうまくいきますように（英語版）』 Tout s'est bien passé (2021)
- 『苦い涙』 Peter von Kant (2022)
- 『私がやりました』 Mon crime (2023)
- 『秋が来るとき（イタリア語版）』 Quand vient l'automne (2024)